# Days Without Hope
Days Without Hope (englisch Tage ohne Hoffnung) ist ein Album der belgischen Funeral-Doom-Band Until Death Overtakes Me.

## Geschichte
Das über Marche Funebre Productions veröffentlichte Album kompelliert eine Reihe von Stücken die seit bestehen der Band in Arbeit waren. Die Entstehung von Careless, Painless, Far Away und They Never Hope begann im Jahr 2000, die von This Dark Day 2001, die von Cruel 2003, Departure 2005 und das Reprise von This Dark Day entstand in der finalen Aufnahme der Zusammenstellung im Jahr 2008.
Nachdem Prelude to Monolith 2003 über Firebox Records und Symphony III - Monolith 2006 über Flood the Earth erschien war Days Without Hope das dritte Album, dass Until Death Overtakes Me nicht ausschließlich über Nulll Records veröffentlichte. Zugleich erschien es als dritte Kooperation von Stijn van Cauter mit Marche Funebre Productions, nachdem From Funeral Skies von The Ethereal 2005 und Desolate von Beyond Black Void 2006 über das Label veröffentlicht wurden. Durch die eher lose Titel-Zusammenstellung ordnet sich Days Without Hope nicht dem zusammenhängenden Konzept der Symphony-Reihe mit einzeln Konzeptalben, unter und kennzeichnet einen Bruch im Œuvre von Until Death Overtakes Me. Hinzukommend war es das letzte Album des Projektes, bevor van Cauter ab circa 2011 alle musikalischen Projekte pausieren ließ. Die auf sieben Alben geplante Symphony-Reihe blieb unvollendet.

## Albuminformationen
Days Without Hope wurde als fünftes Studioalbum im Oktober 2009 veröffentlichte.

### Titelliste
1. Cruel: 12:16
2. They Never Hope: 15:43
3. Careless, Painless, Gar Away: 11:09
4. This Dark Day: 19:56
5. Departure: 7:31
6. This Dark Day (Reprise): 7:16

### Umfang und Gestaltung
Das Album enthält sechs separate Stücke, die eine Gesamtspielzeit von 1:13:51 Stunden haben. Die Gestaltung übernahm van Cauter selbst.
Wie alle Veröffentlichungen von Marche Funebre Productions wurde das Jewelcase mit einem Slipcase genannten Pappschuber versehen. Das Cover zeigt eine tief stehende Sonne der von abgerundeten Spitzen rund eingefasst ist. Der Pappschuber enthält anstelle des Landschaftsbildes das Logo des Projektes im Zentrum der Spitzen.

### Stil
Days Without Hope ist ein Album des „Funeral Doom mit viel Ambient und einer coolen melodischen Seite.“ Entsprechend ergeht sich die Musik in betonter „Langsamkeit“ und „absoluter Traurigkeit“. Für diese Stimmung, die bis in die „Apathie“ reicht nutzt das Projekt atmosphärische und melodische, bis symphonische Klänge des Keyboards, kombiniert mit „kalten und monotonen Riffs“ und spärlich eingesetzten, besonders tiefem Growling. Die langen Stücke in besonders langsamen Tempo weisen derweil langen musikalische Pausen auf. Das schlicht und dezent eingesetzte Schlagzeug wurde programmiert um den Ambient- und Orchester-Arrangements weitere Unterteilungen zu bieten, während das Gitarrenspiel zwischen verzerrten Leads und krachenden Riffs variiert.

## Wahrnehmung
Das Album wurde als ein „dunkles, intensives und schmerzhaftes Album“ gelobt. Die Musik entziehe sich einer näheren Einordnung, da sie schlicht sowie außerordentlich weit und komplex zugleich sei und die Versuche dieses Spiel zu umschreiben die Tragweite in ihrer Reduzierung nur verzerren und missbrauchen würden.

„There is music you can’t explain, U.D.O.M. doesn’t let itself grasp with words.“

„Es gibt Musik die man nicht erklären kann, U.D.O.M. lässt sich nicht in Worte fassen.“